# Lac Curruhué Chico
Le lac Curruhué Chico est un lac d'Argentine d'origine glaciaire situé dans le département de Huilliches de la province de Neuquén, en Patagonie. 

## Géographie
Le lac est de type glaciaire et occupe la partie orientale d'une étroite vallée perpendiculaire à la cordillère des Andes. Il s'étend sur une longueur de 1,65 kilomètre. Il se trouve à une distance de 5 km au sud-est du lac Curruhué Grande.
La rive sud est longée par la route provinciale 62 qui mène au lac Curruhué Grande puis à la frontière chilienne. Cette route constitue aussi la voie d'accès aux lacs Epulafquen et Carilafquén.
Près du lac, il existe un camping, unique lieu d'hébergement dans le secteur.
Le lac Curruhué se trouve entièrement au sein du parc national Lanín.
La pêche à la truite se pratique sur le lac, de même que dans son émissaire le río Curruhué.

## Émissaire
Son émissaire, le río Curruhué, prend naissance au niveau de son extrémité orientale et 
se jette dans le río Chimehuin.

## La forêt
Le lac Curruhué Chico est entouré de forêts de type andino-patagonique, composées notamment de lengas (Nothofagus pumilio) et de coihués (Nothofagus dombeyi). On peut aussi observer des concentrations d'Araucaria araucana.
La route d'accès se trouvant en assez mauvais état, la zone est peu visitée, ce qui contribue à la protection du milieu naturel. 